# Isabel Schnabel
Isabel Schnabel, de naixement Gödde (Dortmund, 9 d'agost de 1971) és una economista i professora universitària alemanya.
El 2015 va esdevenir professora d'economia financera a la Universitat de Bonn. Anteriorment, havia exercit de professora a la Universitat de Magúncia Johannes Gutenberg del 2007 al 2015. El 2014 s'havia convertit en membre del Consell alemany d'experts econòmics, un òrgan assessor independent del Govern d'Alemanya. És investigadora al Centre for Economic Policy Research (CEPR) i al CESifo, i també fa recerca com a investigadora afiliada al Max Planck Institute for Research on Collective Goods, a Bonn.
El 2019 el Govern alemany la va designar com a candidata per formar part del Comitè Executiu del Banc Central Europeu (BCE).